# FAST
FAST (англ. Five hundred meter Aperture Spherical Telescope; кит.: 五百米口径球面射电望远镜; укр. сферичний телескоп п'ятисотметрової апертури), також відомий під прізвиськом Тяньян (кит.: 天眼; укр. Небесне око) — радіотелескоп в Китаї у провінції Гуйчжоу з відбивною антеною діаметром 500 м, побудовану в природній западині ландшафту. Це найбільший у світі радіотелескоп із заповненою апертурою. Вартість проекту становила 185 мільйонів доларів США.

## Історія

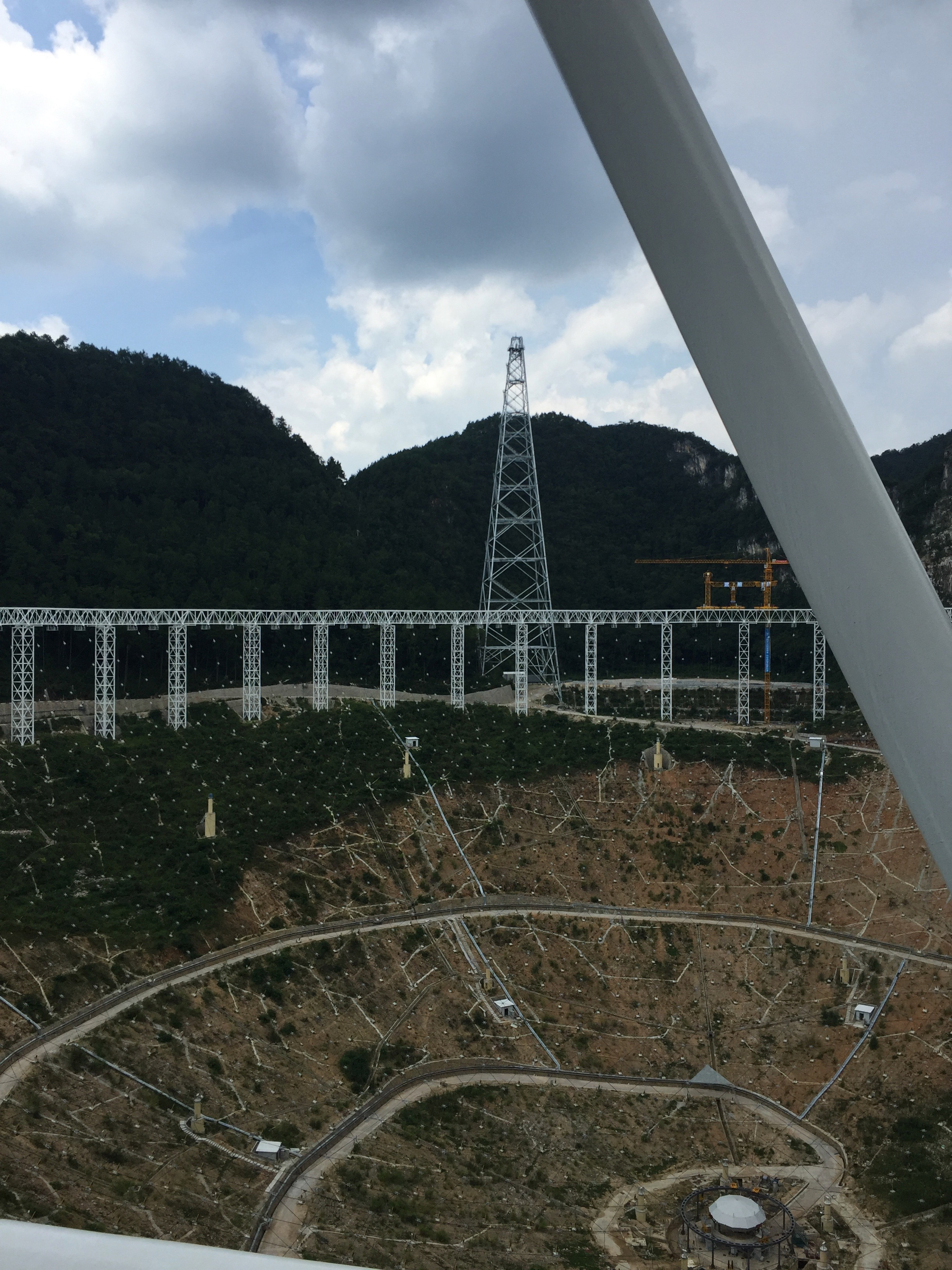
Будівництво FAST

Вперше телескоп був запропонований у 1994 році. У липні 2007 року проєкт був схвалений Національною комісією розвитку та реформ. Щоб звільнити місце для телескопа, з долини переселили село з населенням 65 осіб. Для створення радіотихої зони переселили ще 9110 людей, які проживали в межах 5 км від майбутнього телескопа. Уряд Китаю витратив близько 269 млн доларів на допомогу бідним і банківські позики на переселення місцевих мешканців, тоді як будівництво самого телескопа коштувало 180 мільйонів доларів.
26 грудня 2008 року на будівельному майданчику відбулася церемонія закладки фундаменту. Будівництво розпочалося в березні 2011 року, а остання панель була встановлена вранці 3 липня 2016 року.
Спочатку бюджет складав  700 мнл юанів, остаточна вартість склала 1,2 млрд юанів (180 млн доларів). Значними труднощами виявилися віддалене розташування об’єкта та поганий доступ до дороги, а також необхідність додаткового екранування для придушення електромагнітних завад від актуаторів (рушіїв панелей телескопа). Актуатори довелось переробити відповідно до вимог екранування, і їх встановлення завершили в 2015 році. Відтоді завад від актуаторів не було виявлено.
Випробування та введення в експлуатацію розпочалися, коли 25 вересня 2016 року телескоп отримав перше світло. Перші спостереження проводяться без активного основного відбивача, залишаючи його форму фіксованою та використовуючи обертання Землі для сканування неба. Подальші ранні дослідження проводили в основному на нижчих частотах, поки активну поверхню доводили до проєктної точності, бо довші хвилі менш чутливі до похибок у формі відбивача. Калібрування усіх приладів і вихід телескопа на проєктну якість зайняв три роки.
Основною рушійною силою проєкту був Нан Рендонг, дослідник із Китайської національної астрономічної обсерваторії у складі Китайської академії наук, який обіймав посади головного науковця та головного інженера проєкту. Він помер 2017 року.
Офіційно про введення телескопа в експлуатацію повідомили в січні 2020 року. Тоді доступ до нього мали лише китайські дослідники. Для астрономів усього світу доступ відкрили з 31 березня 2021 року.

## Конструкція

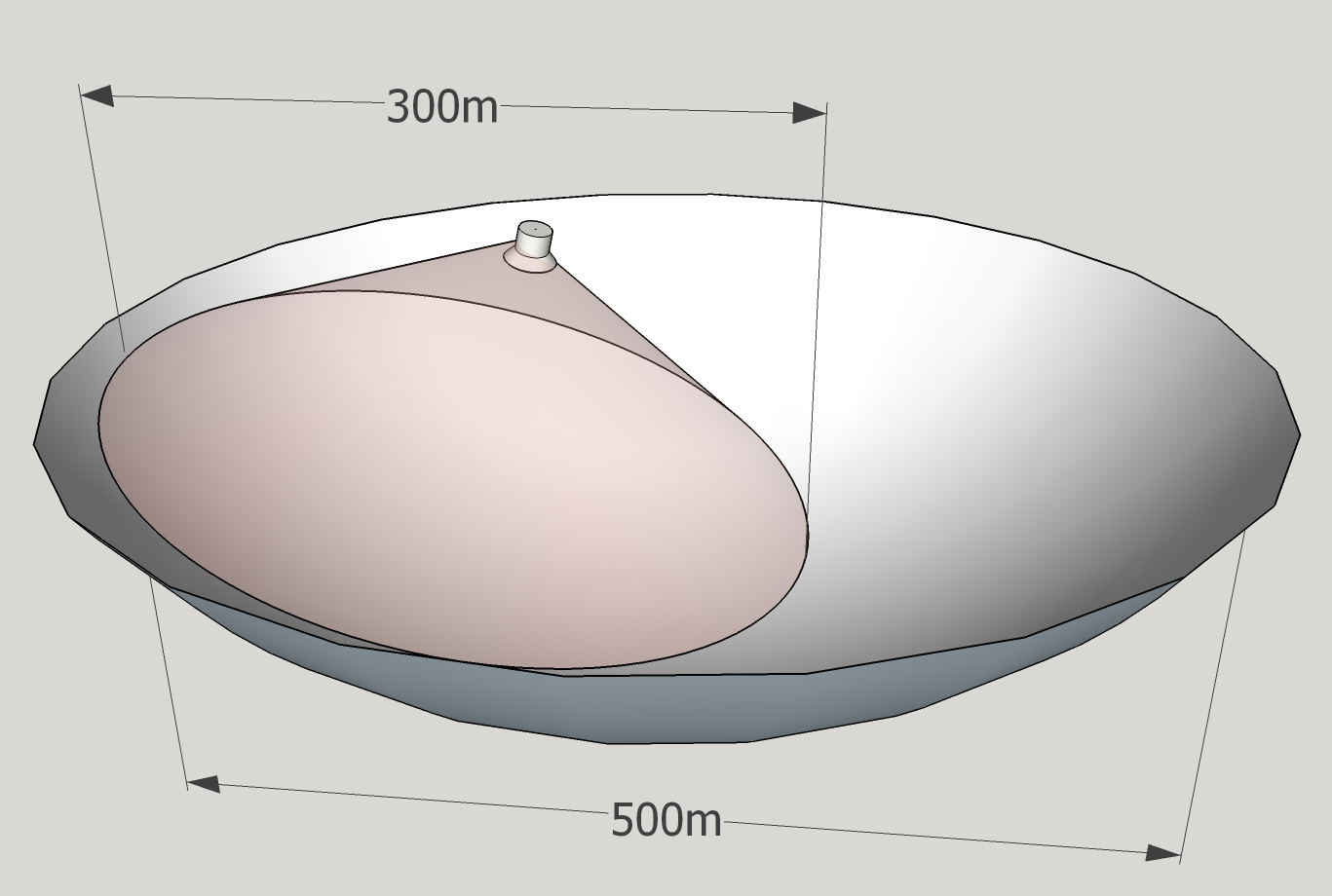

Телескоп побудовано в природній карстовій воронці в повіті Пінтан (Цяньнань-Буї-Мяоська автономна префектура округу Гуйчжоу). Головний рефлектор має діаметр 500 м і фокусує радіохвилі на приймальній антені, підвішеній на висоті 140 м над ним.  
Відбивна поверхня FAST складається з 4450 перферованих алюмінієвих панелей товщиною 1,3мм. Кожна панель має форму трикутника зі стороною 11 м. Оскільки панелі не розраховані витримувати вагу людини, то для обслуговування рефлектора розроблено спеціальних роботів. Відбивну поверхню підтримує сітка зі сталевих тросів, що звисають з її обода. Під відбивною поверхнею розташовані 2225 лебідок які роблять його активною поверхнею, тягнучи за стики між панелями, деформуючи гнучку опору сталевого троса в параболічну антену, вирівняну з бажаним напрямком неба. 
Над рефлектором розташована кабіна приймача, переміщувана на тросах, підвішених на шести опорних вежах:13. Приймальні антени встановлено нижче на платформі Стюарта, яка забезпечує точний контроль положення та компенсує перешкоди, такі як рух вітру:13. Це забезпечує заплановану точність наведення 8 кутових секунд. 
Телескоп має сім приймачів. Ефективна апертура для кожного приймача становить 300 м.
У п'ятикілометровій зоні навколо телескопа туристам заборонено користуватися мобільними телефонами та іншими радіовипромінювальними пристроями. Розвиток туристичної індустрії навколо телескопа викликає певне занепокоєння серед астрономів.

## Спостереження
На початок серпня 2023 року радіотелескоп виявив понад 800 нових пульсарів.
У 2023 році, китайські вчені за допомогою радіотелескопа FAST виявили нову форму випромінювання пульсарів, яку назвали карликовими імпульсами. Це відкриття було опубліковано в журналі Nature Astronomy. Завдяки надвисокій чутливості FAST, вчені з Державної астрономічної обсерваторії при Академії наук Китаю (NAOC) виявили спорадичні, слабкі, вузькі імпульси у стані загасання пульсара B2111+46. Вони назвали таку нову форму імпульсів карликовими імпульсами, які важко спостерігати за допомогою інших радіотелескопів.